# Albert Riera Ortega
Albert Riera Ortega (Manacor, Baleares, 15 de abril de 1982), más conocido como Riera, es un exfutbolista y entrenador de fútbol español. Jugaba de centrocampista, aunque en el tramo final de su carrera jugó como lateral zurdo. Su último equipo fue el FC Koper. Actualmente dirige al NK Celje de la Primera Liga de Eslovenia.

## Trayectoria

### Como jugador
Riera juega de interior zurdo y se formó empezando en la cantera del Manacor, su pueblo natal, y siguió su carrera en las categorías inferiores del RCD Mallorca. Debutó con el equipo balear en la Primera División de España el 25 de febrero de 2001, jugando los últimos 19 minutos del Racing de Santander - Mallorca. Esa temporada, en la que los mallorquinistas finalizaron la liga en tercera posición (su mejor clasificación histórica), Riera jugó tres partidos y anotó un gol. La siguiente campaña siguió alternando el filial con el primer equipo, en el que jugó siete partidos ligueros (marcando un gol) y tres de la Liga de Campeones de la UEFA.
La temporada 2002-03 dio el salto definitivo al primer equipo para convertirse en un jugador básico en el once titular. Jugó 35 de los 38 partidos de liga, anotando cuatro goles. Ese mismo año fue también titular en la final de la Copa del Rey que el Mallorca ganó al Recreativo de Huelva, el mayor éxito inscrito en el palmarés del club balear.
La progresión de Riera, por entonces de 21 años de edad, llamó la atención de varios clubes como el Deportivo de La Coruña y el Atlético de Madrid aunque finalmente fue traspasado al Girondins de Burdeos de la primera división francesa.
En su primera temporada en el club francés fue uno de los jugadores destacados del equipo. Se alineó en 32 de las 34 jornadas ligueras, anotando dos goles. Riera también tuvo una actuación destacada en las competiciones europeas, donde el Girondins alcanzó los cuartos de final de la Copa de la UEFA. El manacorí jugó los diez partidos del torneo y anotó cinco dianas.

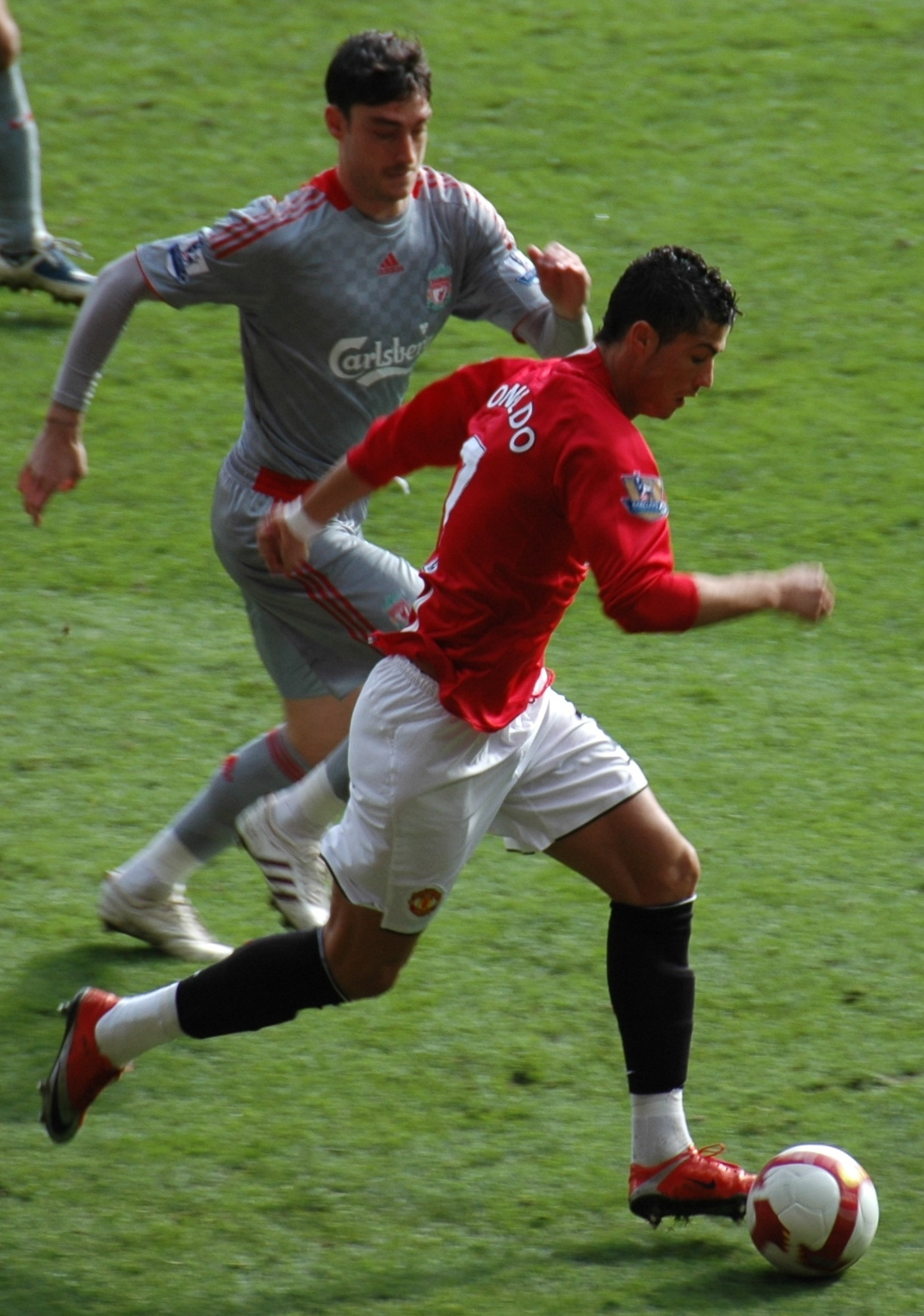
Riera con el Liverpool FC en pugna con Cristiano Ronaldo.

Sin embargo, la temporada 2004-05 se convirtió en suplente, jugó 21 partidos de liga y marcó dos goles. Al término de esa temporada, regresó a la liga española para fichar por el RCD Espanyol de Barcelona. Sin embargo, en su primer año en el club perico tampoco entró en los planes del técnico, Miguel Ángel Lotina. Tras jugar sólo cuatro partidos como titular en la primera vuelta, en el mercado de invierno de la temporada 2005-06 se marchó cedido al Manchester City de la Premier League inglesa. En Mánchester jugó 15 partidos y marcó un gol, aunque el club decidió no hacer válida la opción de compra y el jugador regresó al Espanyol el verano de 2006.
La temporada 2006-07, con Ernesto Valverde en el banquillo del Espanyol, Riera logró afianzarse en la titularidad, jugando 28 partidos de liga en los que marcó cuatro goles. Sin embargo, el mayor éxito del club perico esa temporada fue en la Copa de la UEFA, donde se proclamó subcampeón, tras perder la final contra el Sevilla FC en la tanda de penaltis. Riera fue uno de los jugadores españolistas más destacados de la final; jugó como titular los 120 minutos del partido, anotó el primer gol de su equipo y estrelló un balón en el palo. En el total de la competición europea el manacorí anotó cuatro goles. Esa misma temporada fue también subcampeón de la Supercopa de España. Riera jugó, como suplente, los dos partidos de la competición ante el FC Barcelona.
Su buen momento de forma continuó en el arranque en la temporada 2007/08, llegando a obtener la internacionalidad mientras su equipo se situaba en los primeros puestos de la liga española. Sin embargo, los resultados empeoraron en la segunda vuelta del campeonato, y Riera protagonizó polémicas declaraciones contra su técnico, Ernesto Valverde, contra el Consejo de Administración del club e incluso contra parte de los aficionados pericos, que le responsabilizaban del mal momento del equipo. Riera perdió protagonismo en el equipo, siendo relegado al banquillo, y tampoco fue convocado para disputar la Eurocopa 2008, que España acabaría ganando, a pesar de haber participado asiduamente en los partidos previos de clasificación.

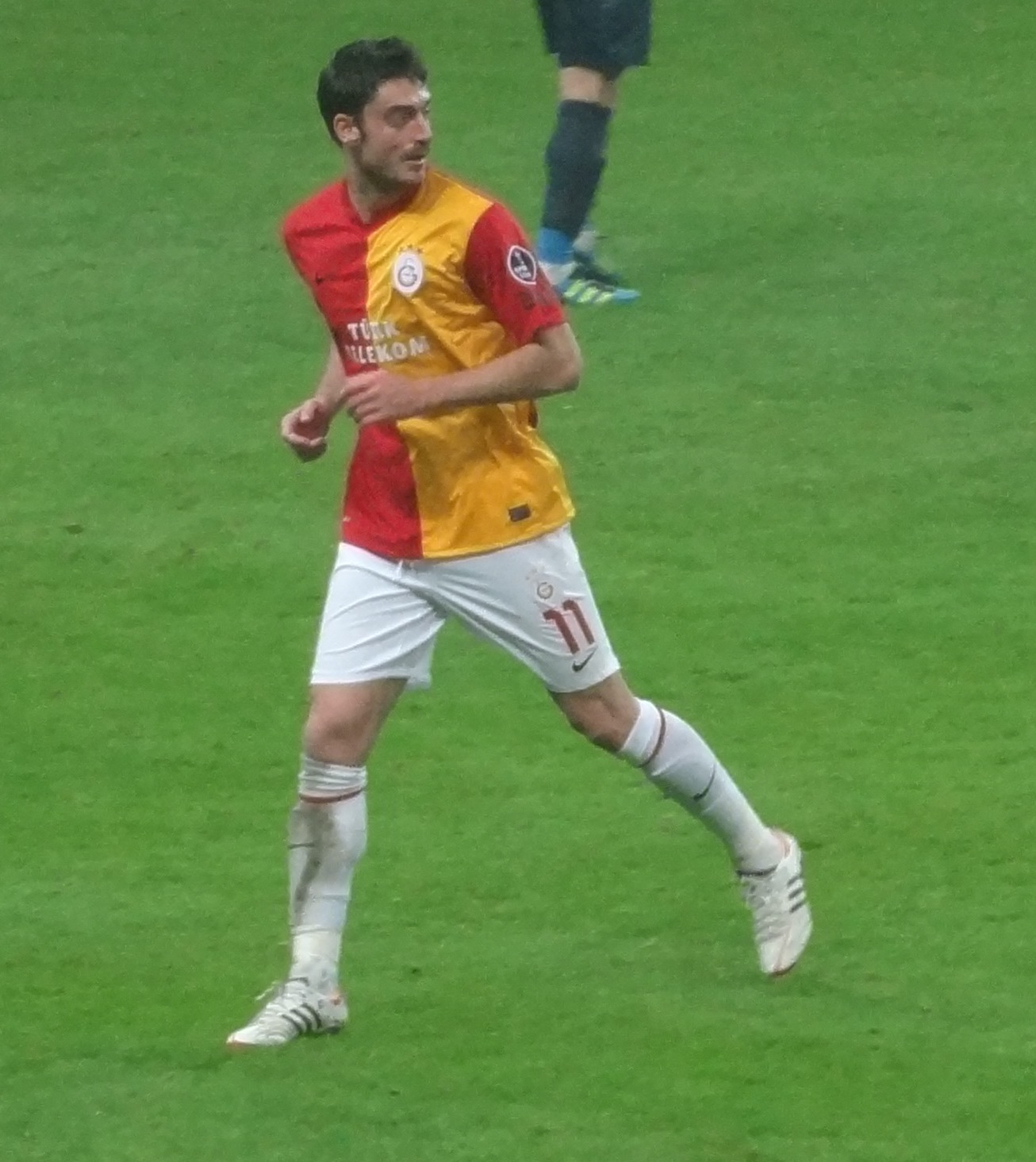
Jugando con el Galatasaray en 2011.

Al iniciarse la temporada 2008/09, y tras largas negociaciones para su salida del RCD Espanyol, finalmente el 26 de agosto de 2008 firmó un contrato de cuatro años con el Liverpool FC, que pagó por él nueve millones de euros.
El 13 de septiembre de 2008 debutó con el Liverpool en Anfield en un partido de liga en el clásico inglés contra el Manchester United, con victoria local por 2-1. Su buen rendimiento en el club inglés le abrió de nuevo las puertas de la selección española.
El 23 de julio de 2010 se hizo público su fichaje por el Olympiacos griego, por cuatro temporadas.
En el año 2011 ficha por el Galatasaray SK turco, ganando la Superliga de Turquía en su primera temporada.
Después de quedar libre por el Galatasaray, fue fichado por el Udinese Calcio en marzo de 2014, y jugó cedido en el Watford inglés hasta final de temporada. A finales de 2014, tras haber llegado a un acuerdo por ambas partes, el contrato con el Udinese Calcio fue rescindido.
En la temporada 2015, sigue practicando el fútbol y, a la vez, participa en la dirección deportiva en el Zavrč esloveno. Esto le ofrece una buena oportunidad profesional para continuar su actividad profesional en el mundo del fútbol, cuando deje de ser jugador profesional.
En enero de 2018 anuncia su retirada del fútbol en activo.

#### Selección nacional
Ha sido internacional en 16 ocasiones anotando cuatro goles en total. El seleccionador español, Luis Aragonés (que había sido su entrenador en el RCD Mallorca) le hizo debutar con la selección española el 13 de octubre de 2007, en un partido decisivo de clasificación de la Eurocopa 2008 contra Dinamarca. Riera saltó 
al campo en el minuto 69 y anotó el último gol del partido.
El día 12 de agosto de 2009, Riera anotó otro gol en el minuto 55 a Macedonia, su gol fue el tercero para remontar el partido que empezó perdiendo por 2-0, dedicandoselo al difunto Daniel Jarque. Fue un buen gol

##### Goles como internacional
| #  | Fecha                   | Lugar                                            | Rival      | Gol | Resultado | Competición                 |
| -- | ----------------------- | ------------------------------------------------ | ---------- | --- | --------- | --------------------------- |
| 1. | 13 de noviembre de 2007 | Estadio NRGi Park, Aarhus, Dinamarca             | Dinamarca  | 1-3 | 1–3       | Clasificación Eurocopa 2008 |
| 2. | 1 de abril de 2009      | Estadio Ali Sami Yen, Estambul, Turquía          | Turquía    | 1-2 | 1–2       | Clasificación Mundial 2010  |
| 3. | 9 de junio de 2009      | Estadio Tofiq Bəhramov, Bakú, Azerbaiyán         | Azerbaiyán | 0-4 | 0–6       | Amistoso                    |
| 4. | 12 de agosto de 2009    | Estadio Filip II de Macedonia, Skopje, Macedonia | Macedonia  | 2-3 | 2-3       | Amistoso                    |

### Como entrenador
El 5 de julio de 2022, firma por el NK Olimpija Ljubljana de la Primera Liga de Eslovenia. El 16 de mayo de 2023, pese a haber ganado el doblete (Liga y Copa), se informó que abandonaría el club esloveno al término de la temporada tras no llegar a un acuerdo de renovación. 
Tras entrenar al NK Olimpija Ljubljana, se queda en Eslovenia para entrenar al NK Celje al que dirige durante 17 partidos de los cuales gana 11, empata 3 y pierde otros 3.
El 12 de octubre de 2023, firma como entrenador del Girondins de Burdeos de la Ligue 2 de Francia.

## Clubes

### Como jugador
| Club                     | País       | Año       |
| ------------------------ | ---------- | --------- |
| RCD Mallorca             | España     | 2000-2003 |
| Girondins Bordeaux       | Francia    | 2003-2005 |
| RCD Espanyol             | España     | 2005      |
| Manchester City (Cedido) | Inglaterra | 2006      |
| RCD Espanyol             | España     | 2006-2008 |
| Liverpool                | Inglaterra | 2008-2010 |
| Olympiacos               | Grecia     | 2010-2011 |
| Galatasaray SK           | Turquía    | 2011-2014 |
| Watford (Cedido)         | Inglaterra | 2014      |
| Udinese                  | Italia     | 2014      |
| RCD Mallorca             | España     | 2015      |
| NK Zavrč                 | Eslovenia  | 2015      |
| FC Koper                 | Eslovenia  | 2016      |

### Como entrenador
| Club                  | País      | Año       |
| --------------------- | --------- | --------- |
| NK Olimpija Ljubljana | Eslovenia | 2022-2023 |
| NK Celje              | Eslovenia | 2023      |
| Girondins Bordeaux    | Francia   | 2023-2024 |
| NK Celje              | Eslovenia | 2024-Act. |

## Estadísticas como entrenador
| Equipo                       | Div.                | Temporada           | Liga | Liga | Liga | Liga | Liga |    | Copa | Copa | Copa | Copa |    | Internacional | Internacional | Internacional | Internacional | Internacional |   | Otros | Otros | Otros | Otros |    | Totales     | Totales | Totales | Totales | Totales | Totales | Totales | Totales |
| Equipo                       | Div.                | Temporada           | PD   | G    | E    | P    | Pos. | PD | G    | E    | P    | PD   | G  | E             | P             | Pos.          | PD            | G             | E | P     | PD    | G     | E     | P  | Rendimiento | GF      | GC      | Dif.    |         |         |         |         |
| ---------------------------- | ------------------- | ------------------- | ---- | ---- | ---- | ---- | ---- | -- | ---- | ---- | ---- | ---- | -- | ------------- | ------------- | ------------- | ------------- | ------------- | - | ----- | ----- | ----- | ----- | -- | ----------- | ------- | ------- | ------- | ------- | ------- | ------- | ------- |
| Olimpija Ljubljana Eslovenia | 1.ª                 | 2022-23             | 36   | 23   | 4    | 9    | 1.º  | 6  | 5    | 1    | 0    | 4    | 2  | 1             | 1             | 2ªR           | -             | -             | - | -     | 46    | 30    | 6     | 10 | 69.57%      | 82      | 48      | +34     |         |         |         |         |
| Olimpija Ljubljana Eslovenia | Total               | Total               | 36   | 23   | 4    | 9    | -    | 6  | 5    | 1    | 0    | 4    | 2  | 1             | 1             | -             | -             | -             | - | -     | 46    | 30    | 6     | 10 | 69.57%      | 82      | 48      | +34     |         |         |         |         |
| Celje Eslovenia              | 1.ª                 | 2023-24             | 11   | 8    | 2    | 1    | Inc. | -  | -    | -    | -    | 6    | 3  | 1             | 2             | 4ªR           | -             | -             | - | -     | 17    | 11    | 3     | 3  | 70.59%      | 35      | 20      | +15     |         |         |         |         |
| Girondins Bordeaux Francia   | 2.ª                 | 2023-24             | 28   | 11   | 6    | 11   | 12.º | 4  | 1    | 2    | 1    | -    | -  | -             | -             | -             | -             | -             | - | -     | 32    | 12    | 8     | 12 | 45.83%      | 47      | 45      | +2      |         |         |         |         |
| Girondins Bordeaux Francia   | Total               | Total               | 28   | 11   | 6    | 11   | -    | 4  | 1    | 2    | 1    | -    | -  | -             | -             | -             | -             | -             | - | -     | 32    | 12    | 8     | 12 | 45.83%      | 47      | 45      | +2      |         |         |         |         |
| Celje Eslovenia              | 1.ª                 | 2024-25             | 35   | 16   | 10   | 9    | 4.º  | 6  | 6    | 0    | 0    | 17   | 6  | 3             | 8             | 1/4           | -             | -             | - | -     | 58    | 28    | 13    | 17 | 55.75%      | 126     | 87      | +39     |         |         |         |         |
| Celje Eslovenia              | 1.ª                 | 2025-26             | 5    | 5    | 0    | 0    | -    | 0  | 0    | 0    | 0    | 6    | 2  | 2             | 2             | -             | -             | -             | - | -     | 11    | 7     | 2     | 2  | 69.7%       | 30      | 15      | +15     |         |         |         |         |
| Celje Eslovenia              | Total               | Total               | 51   | 29   | 12   | 10   | -    | 6  | 6    | 0    | 0    | 29   | 11 | 6             | 12            | -             | -             | -             | - | -     | 86    | 46    | 18    | 22 | 60.47%      | 191     | 122     | +69     |         |         |         |         |
| Total en su carrera          | Total en su carrera | Total en su carrera | 115  | 63   | 22   | 30   | -    | 16 | 12   | 3    | 1    | 33   | 13 | 7             | 13            | -             | -             | -             | - | -     | 164   | 88    | 32    | 44 | 60.16%      | 320     | 215     | +105    |         |         |         |         |
| 1. 2.                        |                     |                     |      |      |      |      |      |    |      |      |      |      |    |               |               |               |               |               |   |       |       |       |       |    |             |         |         |         |         |         |         |         |

### Resumen por competiciones
| Competición                        | Partidos | Ganados | Empatados | Perdidos | %      | Resultado              |
| ---------------------------------- | -------- | ------- | --------- | -------- | ------ | ---------------------- |
| Primera Liga de Eslovenia          | 87       | 52      | 16        | 19       | 65.9%  | Campeón                |
| Copa de Eslovenia                  | 12       | 11      | 1         | 0        | 94.45% | Campeón                |
| Ligue 2                            | 28       | 11      | 6         | 11       | 46.43% | 12.º lugar             |
| Copa de Francia                    | 4        | 1       | 2         | 1        | 41.67% | Dieciseisavos de final |
| Liga de Campeones de la UEFA       | 1        | 0       | 0         | 1        | 0%     | Segunda ronda          |
| Liga Europa de la UEFA             | 6        | 2       | 2         | 2        | 44.44% | Tercera ronda          |
| Liga Europa Conferencia de la UEFA | 26       | 11      | 5         | 10       | 48.72% | Cuartos de final       |
| TOTAL                              | 164      | 88      | 32        | 44       | 60.16% | 3 Títulos              |

## Palmarés

### Campeonatos nacionales
| Título               | Equipo         | País    | Año  |
| -------------------- | -------------- | ------- | ---- |
| Copa del Rey         | RCD Mallorca   | España  | 2003 |
| Superliga de Grecia  | Olympiacos     | Grecia  | 2011 |
| Superliga de Turquía | Galatasaray SK | Turquía | 2012 |

| Título                    | Equipo             | País      | Año     |
| ------------------------- | ------------------ | --------- | ------- |
| Primera Liga de Eslovenia | Olimpija Ljubljana | Eslovenia | 2022-23 |
| Copa de Eslovenia         | Olimpija Ljubljana | Eslovenia | 2022-23 |
| Copa de Eslovenia         | Celje              | Eslovenia | 2024-25 |